# Oreobolus ambiguus
Oreobolus ambiguus là loài thực vật có hoa trong họ Cói. Loài này được Kük. & Steenis mô tả khoa học đầu tiên năm 1936.